# 科洛納
50°40′29″N 24°32′15″E / 50.67472°N 24.53750°E
科洛納（烏克蘭語：Колона），是烏克蘭的村落，位於該國西部沃倫州，由沃洛德米爾區負責管轄，始建於1577年，面積17平方公里，海拔高度211米，2001年人口605，人口密度每平方公里35.59人。